# Oggetti artificiali su Marte

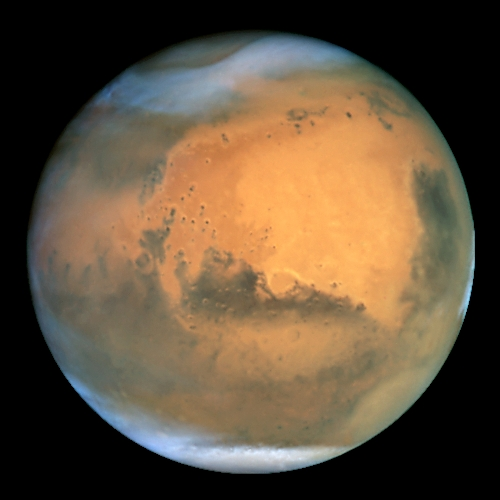
Marte

La seguente tabella è una lista degli oggetti artificiali sulla superficie di Marte. La maggior parte degli oggetti oggi presenti sul suolo di Marte sono ormai da tempo non più operativi. La lista comprende interamente i moduli di discesa, quindi oltre ai lander/rover, nel calcolo della massa vengono considerati anche il carburante (disperso comunque in atmosfera durante la fase di atterraggio) e gli oggetti più piccoli come paracadute e scudi termici, comunque atterrati sulla superficie.

## Tabella
| Oggetto artificiale                      | Immagine                  | Nazionalità               | Atterraggio               | Massa (kg) | Stato                                                                                | Posizione e coordinate marziane                      |
| ---------------------------------------- | ------------------------- | ------------------------- | ------------------------- | ---------- | ------------------------------------------------------------------------------------ | ---------------------------------------------------- |
| Mars 2                                   |                           | Unione Sovietica          | 1971                      | 1210       | Schiantato sulla superficie.                                                         | (Stimato) 45°S 313°W                                 |
| Mars 3                                   |                           | Unione Sovietica          | 1971                      | 1210       | Perse comunicazioni circa 15 secondi dopo l'atterraggio.                             | (Stimato) Sirenum Terra, 45°S 158°W                  |
| Mars 6                                   |                           | Unione Sovietica          | 1973                      | 635        | Schiantato sulla superficie.                                                         | (Stimato) Margaritifer Terra, 23°54′00″S 19°25′12″W  |
| Viking 1 Lander                          |                           | Stati Uniti               | 1976                      | 572        | Operativo per 2245 sol. Ultimo contatto 11 novembre 1982.                            | Chryse Planitia, 22°41′49.2″N 48°13′19.2″W           |
| Viking 2 lander                          |                           | Stati Uniti               | 1976                      | 572        | Operativo per 1281 sol. Ultimo contatto 11 aprile 1980.                              | Utopia Planitia, 48°16′08.4″N 225°59′24″W            |
| Mars Pathfinder lander e Sojourner rover |                           | Stati Uniti               | 1997                      | 370        | Operativo 83 sol. Ultimo contatto 27 settembre 1997.                                 | Ares Vallis, 19°19′48″N 33°33′00″W                   |
| Mars Climate Orbiter                     |                           | Stati Uniti               | 1999                      | 629        | Distrutto dall'attrito atmosferico.                                                  | Sconosciuta                                          |
| Mars Polar Lander e Deep Space 2         |                           | Stati Uniti               | 1999                      | 580        | Schiantato sulla superficie.                                                         | (Stimato) Ultimi Scopuli, 76°S 195°W                 |
| Beagle 2                                 |                           | Gran Bretagna             | 2003                      | 33,2       | Mai operativo.                                                                       | Isidis Planitia, 11°31′35.4″N 90°25′46.2″E           |
| Spirit (MER-A) lander e rover            |                           | Stati Uniti               | 2004                      | 1063       | Operativo 2210 sol. Ultimo contatto 22 marzo 2010.                                   | Gusev crater, 14°34′18.48″S 175°28′42.6″E            |
| Opportunity (MER-B) lander e rover       |                           | Stati Uniti               | 2004                      | 1063       | Operativo 5111 sol. Ultimo contatto 10 giugno 2018                                   | Meridiani Planum, 1°56′46.32″S 354°28′24.24″E        |
| Phoenix Mars Lander lander               |                           | Stati Uniti               | 2008                      | 664        | Operativo 155 sol. Ultimo contatto 2 novembre 2008.                                  | Vastitas Borealis, 68°09′N 125°54′W                  |
| Curiosity (MSL) rover                    |                           | Stati Uniti               | 2012                      | 900        | Ancora operativo. (4603 sol, 12 anni terrestri)                                      | Aeolis Palus nel Cratere Gale, 4°36′00″S 137°12′00″E |
| Schiaparelli EDM Lander                  |                           | Unione europea Russia     | 2016                      | 577        | Schiantato sulla superficie.                                                         | Meridiani Planum                                     |
| InSight lander                           |                           | Stati Uniti               | 2018                      | 694        | Operativo 1440 sol. Ultimo contatto 15 dicembre 2022                                 | Elysium Planitia                                     |
| Perseverance rover                       |                           | Stati Uniti               | 2021                      | 1025       | Ancora operativo.                                                                    | Jezero crater                                        |
| Elicottero Ingenuity                     |                           | Stati Uniti               | 2021                      | 1,8        | Operativo per 977 sol. Fine missione a gennaio 2024 a causa di un danno alle eliche. | Jezero crater                                        |
| Zhurong rover                            |                           | Cina                      | 2021                      | 240        | Non operativo da maggio 2022.                                                        | Utopia Planitia                                      |
| Massa totale stimata (kg)                | Massa totale stimata (kg) | Massa totale stimata (kg) | Massa totale stimata (kg) | 11 906     |                                                                                      |                                                      |